# 黄美菁 (排球运动员)
黄美菁（英語：Justine Wong-Orantes，1995年10月6日—），祖籍中国广东省台山市，美国女子排球运动员，场上位置是自由人，2020年夏季奥林匹克运动会女子金牌得主、2024年夏季奥林匹克运动会女子银牌得主。